# Francouzská mužská basketbalová reprezentace
Francouzská mužská basketbalová reprezentace reprezentuje Francii v mezinárodních soutěžích v basketbalu.

## Mistrovství světa
| Rok/pořádající země                   | Účast              |
| ------------------------------------- | ------------------ |
| MS 1950 Argentina                     | 6. místo           |
| MS 1954 Brazílie                      | 4. místo           |
| MS 1959 Chile                         | Ne                 |
| MS 1963 Brazílie                      | 5. místo           |
| MS 1967 Uruguay                       | Ne                 |
| MS 1970 Jugoslávie                    | Ne                 |
| MS 1974 Portoriko                     | Ne                 |
| MS 1978 Filipíny                      | Ne                 |
| MS 1982 Kolumbie                      | Ne                 |
| MS 1986 Španělsko                     | 13. místo          |
| MS 1990 Argentina                     | Ne                 |
| MS 1994 Kanada                        | Ne                 |
| MS 1998 Řecko                         | Ne                 |
| MS 2002 USA                           | Ne                 |
| MS 2006 Japonsko                      | 5. místo           |
| MS 2010 Turecko                       | 13. místo          |
| MS 2014 Španělsko                     | Bronzová medaile   |
| MS 2019 Čína                          | Bronzová medaile   |
| MS 2023 Filipíny, Japonsko, Indonésie | 18. místo          |
| Celkem                                | – 0× · – 0× · – 2× |

## Mistrovství Evropy
| Rok/pořádající země                            | Účast                            |
| ---------------------------------------------- | -------------------------------- |
| ME 1935 Švýcarsko                              | 5. místo                         |
| ME 1937 Lotyšsko                               | Bronzová medaile                 |
| ME 1939 Litva                                  | 4. místo                         |
| ME 1946 Švýcarsko                              | 4. místo                         |
| ME 1947 ČSR                                    | 5. místo                         |
| ME 1949 Egypt                                  | Stříbrná medaile                 |
| ME 1951 Francie                                | Bronzová medaile                 |
| ME 1953 SSSR                                   | Bronzová medaile                 |
| ME 1955 Maďarsko                               | 9. místo                         |
| ME 1957 Bulharsko                              | 8. místo                         |
| ME 1959 Turecko                                | Bronzová medaile                 |
| ME 1961 Jugoslávie                             | 4. místo                         |
| ME 1963 Polsko                                 | 13. místo                        |
| ME 1965 SSSR                                   | 9. místo                         |
| ME 1967 Finsko                                 | 11. místo                        |
| ME 1969 Itálie                                 | Ne                               |
| ME 1971 Německo                                | 10. místo                        |
| ME 1973 Španělsko                              | 10. místo                        |
| ME 1975 Jugoslávie                             | Ne                               |
| ME 1977 Belgie                                 | 11. místo                        |
| ME 1979 Itálie                                 | 8. místo                         |
| ME 1981 ČSSR                                   | 8. místo                         |
| ME 1983 Francie                                | 5. místo                         |
| ME 1985 Německo                                | 6. místo                         |
| ME 1987 Řecko                                  | 9. místo                         |
| ME 1989 Jugoslávie                             | 6. místo                         |
| ME 1991 Itálie                                 | 4. místo                         |
| ME 1993 Německo                                | 7. místo                         |
| ME 1995 Řecko                                  | 8. místo                         |
| ME 1997 Španělsko                              | 10. místo                        |
| ME 1999 Francie                                | 4. místo                         |
| ME 2001 Turecko                                | 6. místo                         |
| ME 2003 Švédsko                                | 4. místo                         |
| ME 2005 Srbsko a Černá Hora                    | Bronzová medaile                 |
| ME 2007 Španělsko                              | 8. místo                         |
| ME 2009 Polsko                                 | 5. místo                         |
| ME 2011 Litva                                  | Stříbrná medaile                 |
| ME 2013 Slovinsko                              | Zlatá medaile                    |
| ME 2015 Chorvatsko, Francie, Lotyšsko, Německo | Bronzová medaile                 |
| ME 2017 Finsko, Izrael, Rumunsko, Turecko      | 12. místo                        |
| ME 2022 Česko, Gruzie, Německo, Itálie         | Stříbrná medaile                 |
| Celkem                                         | Účast – 38× · – 1× · – 3× · – 6× |

## Olympijské hry
| Rok/pořádající země | Účast                            |
| ------------------- | -------------------------------- |
| Berlín 1936         | 19. místo                        |
| Londýn 1948         | Stříbrná medaile                 |
| Helsinky 1952       | 8. místo                         |
| Melbourne 1956      | 4. místo                         |
| Řím 1960            | 10. místo                        |
| Tokio 1964          | Ne                               |
| Mexiko 1968         | Ne                               |
| Mnichov 1972        | Ne                               |
| Montreal 1976       | Ne                               |
| Moskva 1980         | Ne                               |
| Los Angeles 1984    | 11. místo                        |
| Soul 1988           | Ne                               |
| Barcelona 1992      | Ne                               |
| Atlanta 1996        | Ne                               |
| Sydney 2000         | Stříbrná medaile                 |
| Atény 2004          | Ne                               |
| Peking 2008         | Ne                               |
| Londýn 2012         | 6. místo                         |
| Rio de Janeiro 2016 | 6. místo                         |
| Tokio 2020          | Stříbrná medaile                 |
| Paříž 2024          | Stříbrná medaile                 |
| Celkem              | Účast – 11× · – 0× · – 4× · – 0× |